# János Henzsel
János Henzsel (ur. 12 sierpnia 1881 w Nyíregyházie) – węgierski kolarz, olimpijczyk.
János Henzsel wystartował na igrzyskach olimpijskich jeden raz – podczas V Letnich Igrzysk Olimpijskich w 1912 roku w Sztokholmie wziął udział w dwóch konkurencjach. W jeździe indywidualnej na czas na dystansie 315 kilometrów zajął 75. miejsce z czasem 12-42:16,3. W jeździe drużynowej wraz z reprezentacją Węgier zajął 12. miejsce.
Reprezentował barwy klubu Vándorkedv KK.